# Mambrino Roseo
Mambrino Roseo (Fabriano, ca. 1500 – tra 1573 e 1580) è stato un notaio, letterato e traduttore italiano.

## Biografia
Roseo fu notaio nella sua città e a Perugia e partecipò all'assedio di Firenze al servizio di Malatesta Baglioni. Su questa esperienza scrisse un poema epico, Lo assedio et impresa de Firenze, pubblicato a Perugia nel 1530.
In seguito tradusse in italiano diversi poemi epici scritti in catalano, la Vida de Marco Aurelio di Antonio de Guevara (1542), e libri cavallereschi spagnoli tra cui:
- Historia del valorosissimo cavalliere Palmerino d’Oliva (1544)
- Amadis de Gaula (1546)
- Las sergas de Esplandián di Garci Rodríguez de Montalvo (1547)
- Primaleone (1548)
- Platir (1548)
- Don Florisandro, Prencipe di Cantaria di Ruy Paez de Rivera (1550)
- Lisuarte di Grecia di Feliciano de Silva (1550)
- L’historia di Amadis di Grecia di Feliciano de Silva (1550)
- Don Florisello di Nichea di Feliciano de Silva (1551)
- Don Rogel di Grecia di Feliciano de Silva (1551)
- Don Silves de la Selva di Pedro de Luján (1551)
- Il primo libro del famosissimo et molto valoroso cavalliero Palmerino d’Inghilterra di Francisco de Moraes, scrittore portoghese (1553)
- Il secondo libro del famosissimo et molto valoroso cavalliero Palmerino d’Inghilterra di Francisco de Moraes (1554)
- Florambello di Lucea di Francisco de Enciso Zárate (1548)

Scrisse una continuazione del Platir (Il cavallier Flortir, 1554); la serie di Sferamundi di Grecia, continuazione della serie di Amadís de Gaula, pubblicata in sei libri tra il 1558 e il 1565, e una continuazione del Palmerino d'Inghilterra (Il terzo libro de i valorosi cauallieri Palmerino d’Inghilterra, et Floriano suo fratello, 1559). Fu anche autore di una serie di aggiunte ai libri quarto (Aggiunta al quarto libro dell’historia di Amadis di Gaula, 1563), quinto (Il secondo libro delle prodezze di Splandiano, 1564), settimo (Il secondo libro di Lisvarte di Grecia, chiamato Aggivnta, 1564), nono (La terza parte di Amadis di Grecia, intitolata aggiunta di Amadis di Grecia, 1564), decimo (Aggivnta al secondo libro di don Florisello, Chiamata libro delle prodezze di Don Florarlano, 1564), undicesimo (Aggivnta al secondo volvme di don Rogello di Grecia, 1564) e dodicesimo (Il secondo libro di Don Silves della Selva, 1568) del ciclo amadisiano. Scrisse pure aggiunte a quattro dei libri del ciclo di Palmerino, tutti pubblicati nel 1560 (Il Secondo libro di Palmerino di Oliva, La quarta parte del libro di Primaleone, La Seconda parte et aggivnta novamente ritrovata al libro di Platir, e il Libro secondo del valoroso cavallier Flortir), come anche un'appendice di aggiornamento della Historia universal di Giovanni Tarcagnota, che fu pubblicata forma postuma nel 1581.

## Curiosità
- Nel Don Chisciotte della Mancia di Miguel de Cervantes è menzionato di passaggio Mambrino, nell'episodio chiamato elmo di Mambrino a cui si attribuivano nella letteratura cavalleresca grandi poteri magici (in realtà don Alonso Quijano credeva che una bacía di barbiere che si era posto in testa fosse il magico elmo di Mambrino, anche se nel famoso romanzo il nome Mambrino è attribuito a un principe saraceno).